# Oslo universitetssygehus, Ullevål
Oslo universitetssygehus, Ullevål (tidligere Ullevål sygehus og Ullevål universitetssygehus; UUS) er en del af Oslo universitetssygehus og et tidligere selvstændigt hospital på Ullevål i Oslo. Det er ikke længere en administrativ enhed, men en betegnelse for den virksomhed indenfor Oslo universitetssygehus og de hospitalsbygninger der ligger på Ullevål.
Ullevål sygehus er Norges største sygehus og også et af de største i Nordeuropa. Det blev åbnet i 1887 og blev et universitetssygehus med omfattende medicinsk forskning og undervisning, og samtidig lokalsygehus for store dele af Oslo. Det er også centralsygehus for hele hovedstaden og regionsygehus for Helse Øst, samt niveau I-traumecenter for halvdelen af Norges befolkning. Det blev ejet af Oslo kommune fra 1887 til 2002 og af det statslige foretagende Helse Øst fra 2002 til 2008; i 2009 blev det fusioneret med Rigshospitalet og Aker universitetssygehus til Oslo universitetssygehus.
Før fusionen havde Ullevål universitetssygehus mere end 8 600 ansatte, hvoraf 940 var læger og 2 400 sygeplejersker. Det havde en kapacitet på 1 200 senge og behandlede årligt omkring 45 000 patienter.. Universitetssygehuset havde et driftsbudget på 5,1 milliarder kroner i 2004. Det er et højt specialiseret sygehus med mange forskellige funktioner og er tilknyttet Det medicinske fakultet ved Universitetet i Oslo.